# Бяльське-Поле
Бяльське-Поле (пол. Bialskie Pole, нім. Adlig Neufelde) — село в Польщі, у гміні Ковале-Олецьке Олецького повіту Вармінсько-Мазурського воєводства.
Населення — 50 осіб (2011).
У 1975-1998 роках село належало до Сувальського воєводства.

## Демографія
Демографічна структура станом на 31 березня 2011 року:
|          | Загалом | Допрацездатний вік | Працездатний вік | Постпрацездатний вік |
| -------- | ------- | ------------------ | ---------------- | -------------------- |
| Чоловіки | 24      | 2                  | 20               | 2                    |
| Жінки    | 26      | 2                  | 18               | 6                    |
| Разом    | 50      | 4                  | 38               | 8                    |